# Soursac
Soursac este o comună în departamentul Corrèze din centrul Franței. În 2009 avea o populație de 486 de locuitori.

## Evoluția populației
| An        | 1975 | 1982 | 1990 | 1999 | 2006 | 2009 |
| --------- | ---- | ---- | ---- | ---- | ---- | ---- |
| Populație | 871  | 696  | 569  | 505  | 486  | 486  |